# Ван Бремен, Финн
Финн ван Бремен (нидерл. Finn van Breemen; род. 25 февраля 2003, Пейнаккер, Южная Голландия) — нидерландский футболист, защитник клуба «Базель».

## Клубная карьера
Ван Бремен — воспитанник клубов «Оливео», ДХТ и «АДО Ден Хааг». 6 мая 2022 года в матче против «Эммена» он дебютировал в Эрстедивизи в составе последних. Летом 2023 года ван Бремен перешёл в швейцарский «Базель», пописав контракт на четыре года. 22 июля в матче против «Санкт-Галлена» он дебютировал в швейцарской Суперлиге. 30 июля в поединке против «Винтертура» Финн забил свой первый гол за «Базель». 